# 1999年3月逝世人物列表
1999年逝世人物列表：1月 - 2月 - 3月 - 4月 - 5月 - 6月 - 7月 - 8月 - 9月 - 10月 - 11月 - 12月
1999年3月逝世人物列表，是用于汇总1999年3月期间逝世人物的列表

## 依日期排序

### 1日
- 安·科里奧，89歲，美國滑稽脫衣舞娘和女演員，死於肺炎。[1]
- 克裡斯汀·格蘭維爾，74歲，英國木偶師。[2]
- Enneüs Heerma，54歲，荷蘭政治家，肺癌。[3]
- Digger Kettle，76歲，英格蘭足球運動員。[4]
- 哈裡·馬瑟，78歲，英格蘭足球運動員和經理。[5]
- Jozo Matošić，86歲，南斯拉夫足球運動員和教練。
- 史蒂夫·辛科，89歲，美式橄欖球運動員和教練。[6]

### 2日
- 大衛·阿克爾斯（David Ackles），62歲，美國創作歌手和兒童演員，肺癌。[7]
- 萊斯利·愛德華·沃斯托爾·科德（Leslie Edward Wostall Codd），90歲，南非植物分類學家。
- Kaushal Kishore，56歲，印度聚合物化學家，心臟驟停而死。
- 斯圖爾特·莫斯曼，56歲，美國吉他製造商和藝人，心臟病發作而死。[8]
- 湯米·皮爾森，85歲，蘇格蘭足球運動員和經理。[9]
- 達斯蒂·斯普林菲爾德，59歲，英國傳統流行歌手和藝人，死於乳腺癌。[10]
- 弗朗西斯科·努內斯·特謝拉，89歲，莫三比克羅馬天主教主教，羅馬天主教克利馬內教區（1955-1975）。[11]
- 傑克·韋伯斯特，80歲，加拿大記者和廣播/電視名人。[12]

### 3日
- 格倫農·恩格爾曼，72歲，美國陸軍退伍軍人和殺手，死於糖尿病。[13]
- 傑克遜·C·弗蘭克，56歲，美國民謠音樂家，死於肺炎和心臟驟停。
- 約翰·弗勞利，98歲，澳大利亞演員。
- 格哈德·赫茨贝格，94歲，德裔加拿大物理學家和物理化學家。[14]
- 威廉·麥格納格爾，73歲，美國海軍軍官，榮譽勳章獲得者。[15]
- 吉安·文森佐·莫雷尼，67歲，義大利天主教會主教。
- 李·飛利浦，72歲，美國演員和電影/電視導演，PSP。[16]
- 凌子风，81歲，中國電影導演。

### 4日
- 哈利·布萊克蒙，90歲，美國律師、法學家和最高法院大法官。[17]
- 德爾·克洛斯，64歲，美國喜劇演員和演員，肺氣腫。[18]
- 理查·約瑟夫·大衛斯，78歲，美國政治家。
- 埃迪·迪恩，91歲，美國鄉村創作歌手和演員，死於心肺疾病。[19]
- 弗里茨·霍內格，81歲，瑞士政治家。
- Miłosz Magin，69歲，波蘭作曲家和鋼琴家，心臟病發作而死。[20]
- 泰迪·麥克雷，91歲，美國爵士男高音薩克斯手和編曲家。[21]
- 霍利·普拉特，87歲，美國電影導演、動畫師和插畫家。[22]
- Karel van het Reve，77歲，荷蘭作家和文學史學家，作家Gerard Reve的兄弟。[23]

### 5日
- 艾弗里·亞歷山大，88歲，美國民權領袖和政治家。
- 威廉·艾利斯，97歲，美國理論物理學家。[24]
- 約翰·利蘭·阿特伍德，94歲，美國工程師和航空航太高管。[25]
- 湯姆·丹寧，丹寧男爵，100歲，英國律師和法官。[26]
- 沃爾特·迪格爾曼，83歲，瑞士公路自行車賽車手。[27]
- 約翰·菲格羅亞，78歲，牙買加詩人。[28]
- 約翰·哈金斯，66歲，美國演員（在那裡，沒有惡意，小鳥）。[29]
- 鮑勃·亨德倫，75歲，美國橄欖球運動員。
- 莫裡斯·朱維特，76歲，法裔阿根廷演員。
- 理查·基利，76歲，美國艾美獎獲獎電影、電視和舞台演員，死於骨髓疾病。[30]

### 6日
- 格雷厄姆·阿米蒂奇，62歲，英國演員。
- 拉斐爾·塞萊斯蒂諾·貝尼特斯，81歲，美國潛艇指揮官和海軍上將。[31]
- 克勞斯·吉西，87歲，二戰期間德國共產主義記者、出版商和抵抗運動成員。
- 濱谷浩，83歲，日本攝影師。
- Loni Heuser，91歲，德國電影女演員。
- 布蘭卡·尤爾卡，斯洛維尼亞作家。
- 費倫茨·卡多斯（Ferenc Kardos），61歲，匈牙利電影導演、製片人和編劇，心臟病發作。[32]
- 伊萨·本·萨勒曼·阿勒哈利法，67歲，巴林埃米爾（1961-1999），心臟病發作。[33]
- Venâncio da Silva Moura，59歲，安哥拉政治家和外交官。
- 保尔蒂·亚诺什，66歲，匈牙利短距離皮划艇運動員和奧運冠軍。[34]
- 鄧尼斯·維奧萊特，65歲，英格蘭足球運動員。[35]
- Olof Widgren，91歲，瑞典舞臺和電影演員。
- 艾瑞克·沃爾夫，76歲，奧地利裔美國人類學家和肝癌活動家。[36]

### 7日
- 弗里德里希·阿辛格，91歲，奧地利化學家和學者。[37]
- 洛厄爾·富爾森，77歲，美國藍調吉他手和詞曲作者。[38]
- 西德尼·戈特利布，80歲，美國化學家和間諜大師。[39]
- 庫爾特·哈斯，82歲，德國電影攝影師。[40]
- 安東尼奧·豪艾斯，83歲，巴西作家和詞典編纂者。
- 斯坦利·库布里克，70歲，美國電影導演和編劇，心臟病發作。[41]
- 拉迪斯拉夫·沃迪奇卡，68歲，捷克鄉村音樂歌手和詞曲作者。

### 8日
- 安東尼奧·坎波斯，76歲，葡萄牙電影導演。[42]
- 喬萬·巴蒂斯塔·卡爾皮（Giovan Battista Carpi），71歲，義大利漫畫家。
- 阿道夫·比奥伊·卡萨雷斯，84歲，阿根廷作家和記者。[43]
- 佩姬·卡特（Peggy Cass），74歲，美國女演員，喜劇演員和播音員，心力衰竭。[44]
- 喬·迪馬吉奧（Joe DiMaggio），84歲，美國棒球運動員（紐約洋基隊），肺癌。[45]
- 安妮·希爾（Anne T. Hill），82歲，美國時裝設計師，心力衰竭。
- Walter Kolm-Veltée，88歲，奧地利電影導演。[46]

### 9日
- 马塞利诺·加维兰，89歲，西班牙馬術和奧運獎牌得主。[47]
- 阿諾德·馬欽，87歲，英國藝術家和雕塑家。[48]
- 赫爾曼·默金，91歲，美國商人和慈善家，心力衰竭而死。[49]
- Éliane Richepin，88歲，法國古典鋼琴家。
- 哈裡·薩默斯，73歲，加拿大作曲家。[50]

### 10日
- 茲維·福克斯（Zvi Fuchs），81歲，以色列足球運動員。
- 奧斯瓦爾多·瓜亞薩明，79歲，厄瓜多畫家和雕塑家，心臟病發作。[51]
- Kusumagraj，87歲，印度詩人、劇作家和小說家。
- 阿德里安·洛夫（Adrian Love），54歲，英國電臺主持人。[52]
- 瓦倫蒂諾·馬齊亞（Valentino Mazzia），77歲，美國法醫麻醉師，肝硬化。[53]

### 11日
- 豪威爾·科南特（Howell Conant），82歲，美國時尚攝影師。[54]
- 彼得·弗蘭肯（Peter Franken），70歲，美國物理學家。
- 赫伯特·賈斯珀（Herbert Jasper），92歲，加拿大心理學家、神經學家和癲癇學家。
- 傑克·鐘斯，83歲，蘇格蘭足球運動員。
- 卡米爾·勞林（Camille Laurin），76歲，加拿大精神病學家和政治家，肝癌。[55]
- 埃里克·纳图施（Erich Natusch），87歲，德國水手和奧運獎牌得主。[56]
- 斯特凡·施納貝爾（Stefan Schnabel），87歲，德裔美國演員，心臟病發作。[57]
- 多田薰，38歲，日本漫畫家，腦溢血。

### 12日
- 诹访彰
- 約翰·阿切爾，75歲，英國陸軍軍官和總司令。
- 米洛斯拉夫·霍魯布，84歲，捷克演員。
- 威廉·傑克遜，81歲，英國陸軍將軍，軍事歷史學家和作家。[58]
- 悉尼·路易斯，79歲，美國商人、慈善家和藝術收藏家。[59]
- 耶胡迪·梅纽因，82歲，美國小提琴家和指揮家，死於支氣管炎。[60]
- 阿爾夫·穆雷，83歲，愛爾蘭蓋爾足球運動員。
- Bidu Sayão，96歲，巴西歌劇女高音。[61]

### 13日
- Lucienne Bloch，90歲，瑞士裔美國藝術家。[62]
- 艾美·布里奇沃特（Emmy Bridgwater），92歲，英國藝術家和詩人。[63]
- 伊西多爾·德·索薩（Isidore de Souza），64歲，貝南神父，心臟病發作。[64]
- 李·福爾克，88歲，美國漫畫家[65]
- Seán Fortune，45歲，愛爾蘭天主教神父，猥褻兒童者，自殺身亡。
- 鮑勃·霍威，73歲，美式橄欖球運動員和教練。[66]
- 加森·卡寧，86歲，美國作家，戲劇和電影導演。[67]
- 安東·拉迪克，82歲，愛沙尼亞裔美國拳擊手。[68]
- 庫爾特·馮·赫斯，56歲，加拿大摔跤手，被稱為庫爾特·馮·赫斯（Kurt Von Hess），心臟病發作。[69]
- 克里斯托弗·約克，89歲，英國政治家。

### 14日
- 柯克·艾琳（Kirk Alyn），88歲，美國演員（《超人》《黑鷹》《落基山脈的呼喚》），患有阿爾茨海默病。[70]
- 特克斯·布萊斯德爾（Tex Blaisdell），78歲，美國漫畫家（《小孤兒安妮》）。[71]
- 約翰·布魯姆（John Broome），85歲，美國DC漫畫作家。[72]
- 格雷格·戴蒙德（Gregg Diamond），49歲，美國鋼琴家、鼓手、詞曲作者和製作人，胃腸道出血。
- 謝爾·霍姆斯特羅姆（Kjell Holmström），82歲，瑞典雪橇運動員和奧運選手。[73]
- 亞伯拉罕·庫蘭德（Abraham Kurland），86歲，丹麥摔跤運動員和奧運會銀牌得主。[74]
- 羅伯特·馬斯頓（Robert Q. Marston），76歲，美國醫生和研究科學家。[75]
- 馬里烏斯·穆勒（Marius Müller），40歲，挪威音樂家，電視節目主持人和唱片製作人，交通事故。

### 15日
- Guy D'Artois，81歲，加拿大軍官和國有企業特工。
- 哈裡·卡拉漢，86歲，美國攝影師。[76]
- 羅斯瑪麗·納爾遜，40歲，北愛爾蘭人權律師，被阿爾斯特的忠誠者殺害。[77]
- 雷·拉塞爾，74歲，美國短篇小說、小說和劇本作家，死於中風併發症。[78]

### 16日
- 特裡格夫·布爾（Trygve Bull），93歲，挪威講師和政治家。
- 哈裡·科爾維爾（Harry Colville），75歲，蘇格蘭足球運動員和經理。
- 亨德里克·德·威特（Hendrik de Wit），89歲，荷蘭植物學家。[79]
- 彼得·法雷爾（Peter Farrell），76歲，愛爾蘭足球運動員。[80]
- 伊格納齊奧·加德拉（Ignazio Gardella），93歲，義大利建築師和設計師。
- Gratien Gélinas，89歲，加拿大作家、劇作家、演員和製片人。[81]
- Åsta Holth，95歲，挪威小說家、詩人和短篇小說作家。
- Vijay Kumar Kapahi，55歲，印度天體物理學家。[82]
- 約翰·利德爾，65歲，蘇格蘭足球運動員。
- 古斯塔夫·洛塞，87歲，德國電影剪輯師。[83]
- 威利·托納，69歲，蘇格蘭足球運動員和經理。

### 17日
- 劳埃德·阿普尔顿，93歲，美國男子摔跤運動員。[84]
- Boleslaw Barlog，92歲，德國舞臺、電影和歌劇導演。[85]
- 保羅·坎貝爾，76歲，美國電影演員。
- 弗蘭基·庫里，北愛爾蘭阿爾斯特的忠誠者
- 尼古拉·杜米特雷斯庫，77歲，羅馬尼亞足球運動員和經理。[86]
- 歐內斯特·戈爾德，77歲，奧地利裔美國電影作曲家，中風。[87]
- 赫伯特·厄爾·格裡爾，87歲，美國電氣工程師和企業高管。
- 羅德·赫爾，63歲，英國藝人和喜劇演員，摔倒死亡。[88]
- 溫貝托·費爾南德斯·莫蘭，75歲，委內瑞拉研究科學家。[89]
- 希爾德加德·佩普勞（Hildegard Peplau），89歲，美國護理理論家。[90]
- 讓·皮埃爾·布洛赫（Jean Pierre-Bloch），93歲，二戰期間的法國政治家和抵抗運動成員。[91]
- 埃裡克·斯坦頓，72歲，美國地下漫畫家和戀物癖藝術先驅。[92]

### 18日
- 派特裡夏·鮑曼，90歲，美國芭蕾舞演員，音樂劇演員和電視名人。
- 維爾納·丹茲，75歲，德國政治家，聯邦議院議員。
- George Hinterhoeller，71歲，加拿大船舶設計師和建造者，心臟病發作而死。
- Karl Litschi，86歲，瑞士公路自行車賽車手。[93]
- 吉伯特·拉爾斯頓，87歲，英裔美國編劇，死於充血性心力衰竭。[94]
- 羅素·羅斯，69歲，美國病理學教授。[95]
- Gerlando Sciascia，65歲，美國黑幫和Bonanno犯罪家族的成員，被槍殺。[96]

### 19日
- Tofilau Eti Alesana，74歲，薩摩亞政治家。
- 威廉·F·布林格爾，85歲，美國四星上將，二戰飛行員，死於肺炎。[97]
- 鮑勃·卡托，76歲，美國攝影師和平面設計師，死於阿爾茨海默病。[98]
- 約瑟夫·德彼得羅，84歲，美國舉重運動員，1948年奧運會冠軍。[99]
- 何塞·奧古斯丁·戈伊蒂索洛，70歲，西班牙詩人、學者和散文家，自殺身亡。
- 佩普珀明特·哈里斯，73歲，美國藍調歌手和吉他手。[100]
- 胡安妮塔·雷納，73歲，西班牙女演員和科普拉歌手。[101]
- Jaime Sabines，72歲，墨西哥當代詩人。[102]

### 20日
- 艾爾莎·巴林，89歲，法國作曲家。[103]
- 派翠克·赫倫，79歲，英國藝術家、評論家、作家和辯論家。[104]
- 羅伊·L·詹森，93歲，美國海軍上將。[105]
- 大衛·安東尼·克拉納，58歲，美國數學家和作家。
- 米奇·S·邁克爾斯，67歲，美國佈景設計師
- 保羅·托特，63歲，美國棒球運動員，心臟病發作而死。[106]
- 伊戈爾·弗拉基米羅夫，80歲，蘇聯電影和戲劇演員和導演。

### 21日
- 瑪麗·安斯沃思（Mary Ainsworth），85歲，美籍加拿大發展心理學家，中風。[107]
- 亨利·格雷厄姆（Henry V. Graham），82歲，美國陸軍上將。[108]
- Jean Guitton，97歲，法國天主教哲學家和神學家。[109]
- 約翰·萊納斯·帕斯昌（John Linus Paschang），103歲，美國羅馬天主教主教。
- 喬治·里迪（George Reedy），81歲，林登·詹森（Lyndon B. Johnson）總統時期的美國白宮新聞秘書（1964-1965）。[110]
- 厄尼·懷斯（Ernie Wise），73歲，英國喜劇演員（莫克姆和懷斯），心力衰竭。[111]
- 簡慧榆，20歲，香港見習女騎師

### 22日
- 馬克斯·貝洛夫，貝洛夫男爵，85歲，英國歷史學家。[112]
- C·格雷格·辛格（C. Gregg Singer），89歲，美國歷史學家和神學家。
- 桑迪·辛格爾頓，84歲，英國板球運動員。[113]
- 大衛·斯特裡克蘭，29歲，美國演員，上吊自殺身亡。[114]

### 23日
- 斯科特·D·安德森，33歲，美國飛行員、發明家和作家，死於飛機失事。[115]
- 路易士·瑪麗亞·阿爾加尼亞，66歲，巴拉圭政治家和最高法院法官，被謀殺。
- Osmond Borradaile，100歲，加拿大攝影師，電影攝影師，第一次世界大戰和第二次世界大戰的老兵。[116]
- Koentjaraningrat，印尼人類學家。
- 塞爾吉奧·蒙塔納里，61歲，義大利電影剪輯師。
- 珀西·薩馬拉維拉（Percy Samaraweera），70歲，斯裡蘭卡政治家。
- 威利·斯塔德爾（Willi Stadel），86歲，德國體操運動員和奧運冠軍。[117]
- 高橋和枝，70歲，日本聲優，死於多發性骨髓瘤。
- Petrus Tun，63歲，密克羅尼西亞政治家。

### 24日
- 皮埃尔·杜波依斯，81歲，荷蘭作家和評論家。[118]
- 艾倫·霍爾，75歲，美國女演員。
- Tunde Idiagbon，56歲，奈及利亞陸軍將軍。
- 奧克布魯克的布蘭登男爵亨利·布蘭登，78歲，英國法官。
- 格特鲁德·朔尔茨-克林克，97歲，納粹國家社會主義婦女聯盟德國領導人。[119]
- Birdie Tebbetts，86歲，美國棒球運動員，經理和球探。[120]
- 瓦爾·瓦倫丁，79歲，美國錄音工程師。
- Mighty Joe Young，71歲，美國芝加哥藍調吉他手，死於肺炎。
- 奧斯曼·厄雷克，73歲，土族塞人政治家，總理（1978年）。[121]

### 25日
- Ryszard Bakst，72歲，波蘭鋼琴家和鋼琴教師。[122]
- 維亞切斯拉夫·喬爾諾維爾，61歲，烏克蘭政治家，死於車禍。
- Cal Ripken Sr.，63歲，美國棒球教練和經理，死於肺癌。[123]
- 道格·謝林頓，84歲，澳大利亞政治家。

### 26日
- 哈裡·霍德森，92歲，英國經濟學家和編輯。[124]
- 大衛·霍利迪，61歲，美國演員（雷鳥），死於癌症。
- Reşit Kaynak，46歲，土耳其足球運動員。
- 伊娃·科爾斯塔德，80歲，挪威政治家和性別平等活動家。
- 安傑伊·科諾普卡，64歲，波蘭奧運體操運動員。[125]
- 瑪格麗特·梅森，58歲，美國女演員，心臟病發作而死。[126]
- Ananda Shankar，56歲，孟加拉音樂家，心臟病發作而死。[127]

### 27日
- 迈克·阿里斯，53歲，英國歷史學家，死於前列腺癌。[128]
- Ernestina de Champourcín，93歲，西班牙詩人。[129]
- 羅爾夫·路德維希，73歲，德國演員和配音演員。[130]
- Nahum Stelmach，62歲，以色列足球運動員和經理。
- 奧斯卡·奧克斯內斯，77歲，挪威政治家。

### 28日
- Jens Book-Jenssen，88歲，挪威流行歌手、詞曲作者、諷刺藝術家和戲劇導演。
- 伊娃·佛朗哥，92歲，阿根廷女演員，死於肺炎。
- Franco Gasparri，50歲，義大利演員，呼吸衰竭。[131]
- 安傑洛·J·拉皮特拉，79歲，芝加哥黑幫成員。
- 吉爾·帕金斯，91歲，澳大利亞演員。
- Freaky Tah，27歲，MC，炒作人和嘻哈推廣人，被槍殺。
- Bill Touhey，93歲，加拿大冰球運動員。[132]
- 杜迪·湯利，73歲，紐西蘭馬具賽車手。
- 吉姆·特納，54歲，美國編輯和出版商。

### 29日
- Lucien Aigner，97歲，匈牙利攝影記者。[133]
- Dayendranath Burrenchobay，80歲，模里西斯政治家，總督。
- Helmer Dahl，90歲，挪威電氣工程師和研究員。
- Raimo Kuuluvainen，43歲，芬蘭足球運動員。[134]
- James Penberthy，81歲，澳大利亞作曲家和記者。[135]
- 布洛克·斯佩爾，79歲，美國福音歌手（斯佩爾家族）。[136]
- 喬·威廉姆斯，80歲，美國爵士樂歌手。[137]
- Gyula Zsengellér，83歲，匈牙利足球運動員。

### 30日
- 阿爾伯特·科佩，87歲，比利時政治家和經濟學家。[138]
- 蜜雪兒·克雷波，68歲，法國政治家，心臟病發作而死。[139]
- 馬塞爾·德·沃爾夫，79歲，法國體操運動員。[140]
- 蜜雪兒·埃切維里，79歲，法國演員。[141]
- 加里·莫頓，74歲，美國單口喜劇演員，死於肺癌。[142]
- 延斯·穆勒，81歲，二戰期間挪威戰鬥機飛行員和戰俘，作家。
- 伊戈爾·內托，69歲，蘇聯-俄羅斯足球運動員。[143]
- 特裡·威爾遜，75歲，美國演員。[144]

### 31日
- 大衛·布魯克斯，83歲，美國演員、歌手、導演和製片人。[145]
- 亞歷山大·菲拉托夫，71歲，蘇聯高山滑雪運動員。[146]
- 尤里·克諾羅佐夫，76歲，蘇聯語言學家，死於肺炎。
- 赫伯特·H·羅文，82歲，美國歷史學家。[147]
- 傑里·托斯，70歲，加拿大音樂家、作曲家和唱片製作人。